# حی بن یقظان

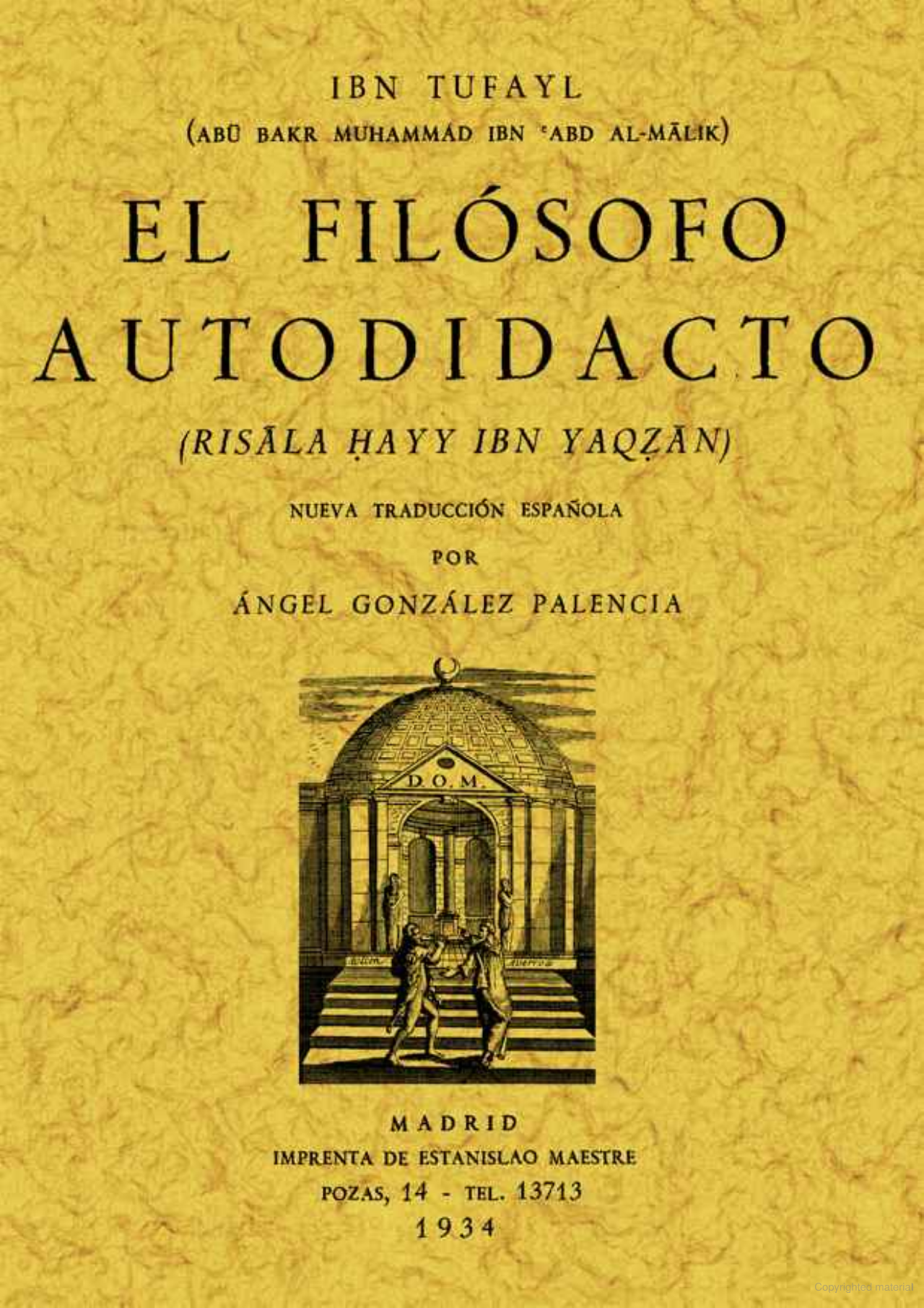
ترجمه اسپانیایی فیلسوف خودآموخته آنجل گونزالس پالنسیا

رساله حیِّ بن یقظان رساله‌ای کم‌حجم است که به زبان ادبیات عرب توسط ابن طفیل در قرن ۱۲ میلادی نگاشته‌است.
ابن طفیل در این رساله نظریه لوح سفید را به عنوان یک آزمایش فکری در قالب یک داستان با عنوان حی بن یقظان مطرح کرده‌است که در آن او شکل‌گیری ذهن یک کودک وحشی (کودکی که به دور از اجتماع و در حیات وحش بزرگ شده‌است) از یک لوح سفید تا یک ذهن بالغ را در محیطی به دور از اجتماع و در یک جزیرهٔ دور افتاده و تنها از طریق تجربه، توضیح می‌دهد. جان لاک، از فیلسوفان بزرگ غرب، در فرمول‌بندی نظریهٔ «لوح سفید» از این رساله الهام گرفته‌است. عنوان این رساله از عنوان داستان دیگری با همین نام که توسط ابن سینا در اوایل قرن ۱۱ میلادی نگاشته شده، گرفته شده‌است. هر چند که داستان نسخهٔ ابن طفیل با نسخهٔ ابن سینا متفاوت است.

محمد عبدالرحمن مرحبا می‌گوید:
«نویسنده این کتاب توانسته‌است زبده معارف عصر خود و خلاصه تجارب معرفتی گذشتگان را جمع کند.»
«ابن طفیل اندیشه‌ای جامع داشت و فیلسوف عقلی، عالم طبیعی و هنرمندی خوش ذوق بود که توانست مطالبی را که بیان آن‌ها به چندین مجلد کتاب نیاز داشت، در صفحاتی اندک بیاورد.»
ارزش و اهمیت رساله حی بن یقظان از این جهت است که یکی از برجسته‌ترین آثار قرون وسطی به‌شمار آمده‌است. نخستین محقق غربی که به اهمیت این کتاب پی برد ادوارد پوکوک اسلام‌شناس انگلیسی بود که متن عربی داستان را همراه با ترجمه لاتین آن با عنوان گویا ولی طولانیِ «فیلسوف موحد، رساله ای در اینکه عقل بشری چگونه می‌تواند از تفکر در مراتب نازل معرفت به مراتب عالی آن دست یابد» منتشر کرد. این کتاب بعدها به زبان‌های مختلف از جمله، انگلیسی، هلندی، اسپانیایی، فرانسوی، آلمانی و روسی ترجمه شد.
ابن طفیل که سخت شیفته حکمت مشرقی ابن سینا است با نگارش این کتاب می‌کوشد برخلاف روش متداول نگارش فلسفی، ایده‌های اساسی حکمت مشرقی ابن سینا را درقالب داستانی که اصل و اساس آن را نیز از ابن سینا گرفته‌است، شرح دهد. بسط داستان متناسب است با دوره‌های مختلف کسب معرفت بشری، یعنی جستجوی سرچشمه حیات آدمی و سپس یافتن خالق انسان، و در نهایت، یافتن راهی برای اتحاد و وصول به ساحت ربوبی.

## مروری بر رساله حی بن یقظان
رساله حی بن یقظان سه بخش اصلی دارد و هربخش خود به چند مسئله می‌پردازد:

### الف) مقدمات
در آغاز ابن طفیل انگیزه نگارش کتاب را گشودن رمز و رازهای حکمت مشرقی ابن سینا به قدر وسع و توان خویش می‌خواند و می‌گوید:
«ای برادر گرامی و دوست مهربان، که خدا به تو بقای ابدی و سعادت سرمدی عطا کند، از من خواسته‌ای تا به اندازه مقدور رازهای الحکمة المشرقیه را که ابن سینا نگاشته، برایت روشن کنم. بدان که طالب حقیقت، بی شک و شبهه، باید در طلب آن بکوشد».
وی آنگاه برای فراهم ساختن زمینه بحث خود از حکمت مشرقی، به نقد برخی از بزرگان فکر و اندیشه می‌پردازد.

### ب) داستان حی بن یقظان
ابن طفیل ابتدا در باب چگونگی وجود حی بن یقظان در جزیره ای از جزایر هند سخن می‌گوید و دو احتمال را در این باره مطرح می‌کند: یکی اینکه وضعیت جغرافیایی آن جزیره که به تفصیل شرح می‌دهد زمینه‌های تولد حی بن یقظان را بدون پدر و مادر فراهم ساخته‌است. بدین ترتیب، وی صرفاً براساس سازوکارهای طبیعی و تأثیر و تأثرهای میان ارگانیسم‌های موجود در آن جزیره به وجود آمده‌است. وی در این باره می‌گوید:
«برخی از دانشمندان با یقین از تولد ذاتی (بدون پدر و مادر) حی بن یقظان در آن جزیره سخن می‌گویند»
ولی بی درنگ اشاره می‌کند که برخی نیز آن را انکار می‌کنند و دربارهٔ چگونگی وجود حی بن یقظان شرح و بیان دیگری دارند. به نظر اینها حی بن یقظان تولدی معمولی داشته و پدر و مادر وی در جزیره مجاور زندگی می‌کرده‌اند، ولی چون ازدواج پنهانی (و نه البته برخلاف قوانین) داشته‌اند، برجان کودک بیمناک شده‌اند و او را به امید خداوند در دل دریا رها می‌کنند که در نهایت به جزیره خالی از سکنه مورد بحث می‌رسد.
ماده آهویی کار مراقبت از کودک رها گشته را برعهده می‌گیرد و در این مدت کودک در میان حیوانات نشو و نما می‌کند؛ ولی به تدریج به تفاوت‌های خود با حیوانات دیگر پی می‌برد. وی در می‌یابد پوست بدنش عریان است و از وسایل طبیعی که حیوانات دیگر برای دفاع دارند، بی بهره است. مرگ ناگهانی ماده آهویی که برای وی مادری کرده بود حی بن یقظان را به تأمل دربارهٔ مرگ می‌کشاند. او در می‌یابد که جسم آهو سالم است و آسیبی ندیده‌است، پس مرگ باید به معنای مفارقت چیزی از بدن باشد و بدین ترتیب او به وجود روح پی می‌برد. ابن طفیل نقطه‌های عطف سلوک معرفتی حی بن یقظان را با بسط بیشتری شرح می‌دهد؛ مثلاً دربارهٔ آشنایی کودک با آتش و احساس شگفتی او در برابر نور و حرارت و میل به تعالی آن-که به زعم برخی نشان از نفوذ اندیشه‌های زرتشتی در ابن طفیل دارد- یا شناسایی روح حیوانی که در سراسر جسم انسان حضور دارد با تفصیل بیشتری سخن می‌گوید. سپس کودک رها شده، به سنین جوانی پای می‌گذارد و دانایی او از مرزهای حس فراتر می‌رود و به استنتاج عقلی روی می‌آورد. هیولای عالم را از صورت‌های متنوع و متکثر آن جدا می‌سازد و در می‌یابد که تمام موجودات در ماده خود مشترکند، ولی صورت‌های مختلف دارند. وی به اندیشیدن دربارهٔ آسمان‌ها می‌پردازد و برای شناسایی اجسام کروی به ریاضیات روی می‌آورد. او با فکر و نظر در می‌یابد که عالم هستی چه به لحاظ زمانی آغازی داشته باشد (حادث) و چه بدون زمان آغازین (قدیم) باشد، نیازمند علت است. پس از شناسایی خداوند، وی به تأمل در قوه معرفتی ای که بدان خدای را شناخته‌است، می‌پردازد و عقل را موضوع تأمل خویش قرار می‌دهد. شناسایی دقیق عقل به او امکان می‌دهد تا دریابد که سعادت وی در گرو تعقل و اندیشیدن دربارهٔ خداوند هستی است و بدن مانعی بر سر راه تعقل وی است. در این حال وی همواره آرزو می‌کند تا خداوند وی را از حمل بار بدن که بر او سنگینی می‌کند و موجب جدایی از منزلت و مقام الوهی اوست، رهایی دهد تا وی به لذت پایدار و خالص شهود الهی برسد و از رنج و المی که مفارقت از آن مقام به دلیل پرداختن به نیازهای ضروری بدن دارد، رها شود.

### ج) سلامان و ابسال
بخش سوم کتاب حی بن یقظان با ورود دو چهره جدید به داستان ادامه می‌یابد. آبسال از جمود و ظاهرگرایی در فهم شریعت که بر محل زندگی او سایه افکنده فرار کرده. به همان جزیره‌ای می‌رود که حی بن یقظان تا پنجاه سالگی به تنهایی در آن زیسته‌است. آبسال در جامعه دینی خود آموزش‌های فراوانی دیده‌است و با تعالیم انبیاء آشنایی دارد؛ ولی اهل تأویل است و بر خلاف سلامان ظواهر شریعت وی را قانع نمی‌سازد. آشنایی حی بن یقظان و آبسال زمینه بحث و گفتگوی آنان را فراهم می‌کند و آبسال در می‌یابد که همه «آنچه در آموزه‌های انبیا وجود دارد به زبان تمثیل و نمادین همان حقایقی را گویند گه حی بن یقظان با تلاش عقلی خود و بدون راهنمایی وحی به دست آورده‌است. 
«وقتی آبسال شرح و بیان آن حقیقت‌ها و ویژگی‌های عالم مفارقت را که به ذات حق علم و آگاهی دارند و نیز شرح و بیان اوصاف الهی و این را که دربارهٔ خدا چه می‌توان گفت از حی بن یقظان شنید، دانست مفاهیمی که در شریعت آمده‌است، مانند ملائک، رسولان، روز قیامت، بهشت و جهنم و مانند آنها مثال‌هایی اند برای آنچه حی بن یقظان مشاهده کرده‌است. بدین ترتیب چشم دل وی روشن شد و نیروی فکر وی شدت گرفت و معقول و منقول در نزد وی مطابق شد و راه‌های تأویل در دسترس وی قرار گرفت … و بدین ترتیب با چشم تعظیم و بزرگداشت در حی بن یقظان نگریست و دانست که وی از همان اولیای خداوند است که ترس و اندوهی در آنان راه ندارد و از این روی، به خدمت وی پرداخت و با اشارت‌های او به رفع تعارض‌های شریعت که از پیش آموخته بود، روی آورد.» 
در پایان داستان، آبسال از محل زندگی خود و سیطره جزم‌اندیشی و ظاهرگرایی در عمل به شریعت در آنجا برای حی بن یقظان سخن می‌گوید. آنها تصمیم می‌گیرند برای اصلاح وضع آن جزیره سفر کنند. کوشش آن دو نتیجه‌ای نمی‌دهد چراکه عموم مردم استعداد درک عقلانی را ندارند و شریعت را نیز در افق ادراکی غیر عقلانی خود درک می‌کنند. از این روی ظاهر شریعت بهترین الگوی نگرش و عمل برای عموم مردم است و نباید دروازه تأویل شریعت را برای چنین کسانی گشود.